# Palazzo Serlupi Crescenzi

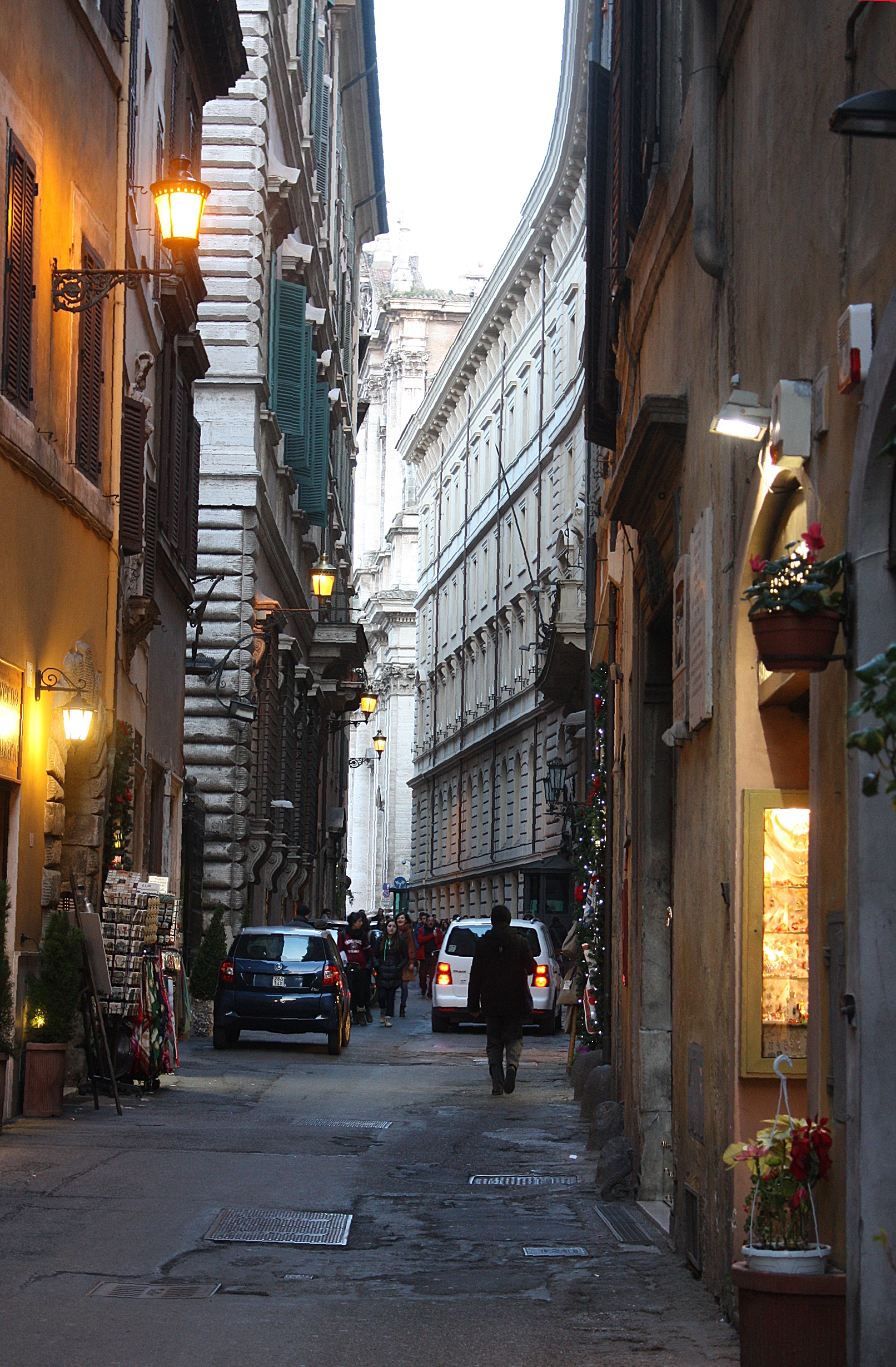
Nesta vista da Via del Seminario, o palácio à esquerda é o Palazzo Serlupi Crescenzi. À direita, o Palazzo San Macuto e, no fundo, a igreja Sant'Ignazio.

Palazzo Serlupi Crescenzi é um palácio localizado na Piazza Crescenzi, altura do número 113 da Via del Seminario, no rione Colonna de Roma.

## História
O palácio foi construído em 1585 por Giacomo Della Porta para Ottaviano Crescenzi no terreno onde ficavam outras casas da família, demolidas na ocasião como recorda a inscrição no átrio. Quando os Crescenzi se extinguiram, em 1641, o edifício passou por herança a Francesco Serlupi juntamente com a obrigação de que ele acrescentasse o sobrenome Crescenzi ao seu próprio. 
No século XVIII, Roma não contava com um mercado coberto. Frutas e vegetais eram vendidos na Piazza Navona e carne na Piazza della Rotonda. Além disto, várias barracas protegidas por pequenas coberturas eram também instaladas nas vias entre as duas praças e, na área do Palazzo Crescenzi, ficavam as que vendiam aves.
Assim como em vários outros lugares em Roma, no palácio há antigas marcações indicando o nível da água em várias das enchentes mais famosas. Atrás de uma das portas de serviço estão duas: uma de 1870 e outra, mais alta, de 1598. Durante esta última, moradores e visitantes eram obrigados a entra no palácio através de uma janela do primeiro andar, pois o térreo estava completamente alagado.

## Descrição
O palácio, que ainda hoje pertence à família Serlupi Crescenzi, se apresenta em dois pisos mais um sótão, com nove janelas emolduradas com tímpanos curvos no primeiro piso, triangulares no segundo e ausentes nas janelas do sótão. Uma bela cornija marcapiano, com motivos ondulados, divide o primeiro e o segundo piso.
No piso térreo se abre um grande portal com uma arquitrave encimada por uma varanda com uma balaustrada e flanqueado por quatro janelas arquitravadas e gradeadas de cada lado: na mísula central, assim como no beiral e nos tímpanos das janelas se destacam crescentes, o elemento heráldico principal do brasão dos Crescenzi. Deste portal se chega a um pátio interno precedido por um pórtico com duas ordens de arcada decoradas com sarcófagos antigos. No friso estão brasóes dos Crescenzi e dos Serlupi e duas inscrições recordam a construção do palácio em 1585 e da nova escadaria encomendada por Girolamo Serlupi Crescenzi em 1748.
Historiador W. Arslen sugere que este palácio é "o mais nobre exemplo de arquitetura urbana romana da segunda metade do século XVI, o mais clássico". Em 1748, a escadaria original de madeira foi substituída por uma nova e mais larga em mármore, cujos três primeiros degraus são muito mais práticos do que estéticos; o motivo é que eles serviam de plataforma para que cavaleiros ou passageiros de carruagem pudessem desembarcar sem pisar no chão quando o Tibre transbordava e alagava o pátio.